# Diari Oficial de la Generalitat de Catalunya

Le Diari Oficial de la Generalitat de Catalunya (DOGC) (en français : « Journal officiel de la Généralité de Catalogne ») est le journal de publication officiel des lois de la Généralité de Catalogne qui gouverne la communauté autonome.

## Présentation
Le journal publie également les normes, les dispositions de caractère général, les accords, les résolutions, les décrets, les notifications, les annonces et les autres actes de l'Administration et du Généralité de Catalogne, pour autant qu'ils produisent des effets juridiques correspondants.
Le DOGC est structuré en cinq rubriques de base :
1. dispositions ;
2. carrières et personnels ;
3. concours et annonces ;
4. administration locale ;
5. administration de la justice.